# Блокировка и запрет Meta в России
Блокировка и запрет Meta в России — процесс блокировки доступа и последующего запрета социальных сетей компании Meta в России из-за разрешения пользователям Facebook и Instagram желать смерти президенту России Владимиру Путину и президенту Беларуси Александру Лукашенко, а также призывать к насилию над российскими военнослужащими, участвующими во вторжении России на Украину.

## Суть конфликта
11 марта 2022 года Энди Стоун, представитель американской компании Meta, владеющей социальными сетям Facebook и Instagram, а также мессенджером WhatsApp, в своём аккаунте в Твиттер заявил о том, что компания временно разрешает язык вражды в сторону президентов России и Беларуси, а также российских военных, принимающими участие во вторжении России на Украину.

## Хронология событий
11 марта 2022 года британское издание Reuters со ссылкой на свои источники сообщило, что компания Meta временно разрешит в своих соцсетях Instagram и Facebook желать смерти лидерам России и Беларуси, а также призывать к насилию над российскими военными, имеющим непосредственное отношение к вторжению России на Украину. Через некоторое время после появления этих данных Роскомнадзор потребовал от компании подтвердить или опровергнуть информацию.
В тот же день официальный представитель компании Meta Энди Стоун на своём аккаунте в Твиттер подтвердил появившиеся в СМИ данные. Теперь желать смерти можно было только российскому и белорусскому лидерам и в контексте вторжения России на Украину. Делать это стало разрешено в ряде стран (России, Беларуси, Украине, Армении, Азербайджане, Эстонии, Грузии, Венгрии, Латвии, Литве, Польше, Румынии и Словакии).
Спустя непродолжительное время пресс-служба Роскомнадзора объявила о начале блокировки доступа к социальным сетям компании Meta по требованию Генпрокуратуры России. После этого в РКН уточнили, что полностью доступ к Instagram заблокируют в полночь, 14 марта, так как, по словам представителей, активным пользователям нужно время для переноса своих материалов в другие социальные сети.
В тот же день Следственный комитет Российской Федерации возбудил против Meta уголовное дело по двум статьям.
14 марта 2022 года вице-президент Meta Ник Клегг сообщил о возвращении запрета на язык вражды, что компания выступает против русофобии. Однако, несмотря на изменение позиции в руководстве компании Meta, в российских регионах, а потом и в Москве в полночь по местному времени доступ к Instagram пропал. Соцсеть всё равно заблокировали. Также 14 марта Роскомнадзор внёс Instagram в реестр запрещённых сайтов.

## Запрет деятельности в стране
21 марта 2022 года Тверской районный суд Москвы поддержал иск Генпрокуратуры России, поддержанный Роскомнадзором и ФСБ, и признал компанию Meta экстремистской организацией и запретил её деятельность на территории России. Судья Ольга Солопова заявила, что это решение не распространяется на WhatsApp, так как он является мессенджером, а не социальной сетью.
На заседании суда прокурор заявил, что «деятельность Meta в России должна быть прекращена, поскольку под видом коммерческой деятельности компания распространяет призывы к насилию в отношении граждан, нарушает их права и несет угрозу конституционному строю». Он заявил:

Meta фактически легализовала язык ненависти на своей платформе и у неё есть особая позиция, которая стоит выше закона и допустимых норм. Meta создаёт для пользователей альтернативную реальность, где есть агрессия к россиянам, а компания, по сути, становится политическим инструментом в интересах страны своего происхождения.

Несмотря на признание компании экстремистской, люди, продолжившие пользоваться этими соцсетями, не понесут никакой ответственности, но только при условии некоммерческого использования (запрещено вложение денег) — это расценивается как финансирование экстремистской организации.

## Мнение официальных лиц
Первым на сообщения о изменении политики компании Meta отреагировал губернатор Ульяновской области Алексей Русских. Он призвал россиян игнорировать «недружественные» соцсети и заявил:

По сути маски сброшены. Пропагандистская риторика Запада достигла своего апогея. Это откровенная ненависть ко всем россиянам, которая не поддаётся никакому пониманию и оправданию. В этой связи я, как Губернатор российского региона, как гражданин России, не могу себе позволить оставаться пользователем враждебных социальных сетей. И призываю всех вас последовать моему примеру.

После подтверждения новостей о разрешении в Instagram и Facebook языка вражды в сторону глав двух государств и российских военных губернаторы российских регионов массово начали уходить из соцсетей Meta, делая это публично. 11 марта Instagram, помимо Русских, покинули: губернатор Мурманской области Андрей Чибис, губернатор Новосибирской области Андрей Травников, губернатор Рязанской области Николай Любимов, губернатор Курской области Роман Старовойт, мэры Курска Игорь Куцак и Москвы Сергей Собянин.